# Ван Цзюэ
Ван Цзюэ (кит. упр. 王珏; род. 17 октября 1995, Пекин) — китайская шахматистка, гроссмейстер среди женщин (2013).

## Биография
В 2005 году победила на юношеском чемпионате мира по шахматам среди девушек в возрастной группе U10. В 2011 году заняла третье место на чемпионате Китая по шахматам среди женщин. В 2012 году на индивидуальном чемпионате Азии по шахматам среди женщин поделила 2-5 место (победила Ирине Харисма Сукандар). Успешно выступала на чемпионатах Азии среди женщин по блицу, в которых завоевала золотою (2013), серебряную (2012) и бронзовую (2015) медали.
В 2015 году в Сочи дебютировала на чемпионате мира по шахматам среди женщин, где в первом туре проиграла Мари Себаг.
Представляла Китай на командном чемпионате Азии среди женщин по шахматам в 2013 году, где и в командном, и в индивидуальном зачете завоевала бронзовые медали.